# Вакул Соррентский
Вакул (итал. San Bacolo di Sorrento, San Baccolo di Sorrento; умер в 660) — святой епископ Сорренто. День памяти — 27 августа.
В «Житии святого Антонина, игумена из Сорренто», составленном в IX веке или позже, упоминаются некоторые святые покровители Сорренто: епископы Ренат, Афанасий и Вакул. В житии содержится описание святого, полученное из фресок того времени на стенах городского собора.
Время епископства святого Вакула доподлинно неизвестно. Фердинандо Угелли, основываясь на манускрипте, датированном не ранее XII века, обнаруженном в соборе Сорренто, относил епископство святого к VII веку. Болландисты считали, что он жил около 660 года. Однако Франческо Ланцони сообщал, что в Vita Sancti Baculi, в разделе, касающемся епископства святого, не содержится никаких хронологических деталей. Таким образом, ничего не препятствует тому, чтобы считать, что Вакул Соррентский мог жить в V или VI веке.
Святого Вакула почитают покровителем Неаполя и Сорренто.